# Garncarz rdzawy
Garncarz rdzawy (Furnarius rufus) – gatunek ptaka z rodziny garncarzowatych (Furnariidae). Zamieszkuje Amerykę Południową.

## Charakterystyka

### Morfologia
Wygląd zewnętrzny: Obie płci ubarwione podobnie. Brązowy grzbiet, głowa i skrzydła. Spód ciała beżowy. Oczy i nogi czarne. Dziób ciemny.
Rozmiary:
Długość ciała – 16–23 cm
Masa ciała: 31–65 g.

### Głos
Jasny, dźwięczny śpiew.

## Występowanie

### Środowisko
Zamieszkuje pastwiska, obszary uprawne i inne otwarte siedliska z gołą glebą, zarośla wtórne itp. Spotykany także w pobliżu ludzkich siedzib, a nawet w miastach (w parkach i ogrodach). Często spaceruje po trawnikach miejskich. Często występuje w pobliżu wód, takich jak rzeki, jeziora czy stawy.

### Zasięg występowania
Zamieszkuje Brazylię, Boliwię, Paragwaj, Urugwaj oraz Argentynę.

## Pożywienie
Żyjące na ziemi owady i ich larwy, różne pająki i robaki.
Wydziobuje pożywienie z ziemi.

## Tryb życia i zachowanie
Aktywny jest w dzień. Większość czasu spędza na ziemi, poszukując i zbierając pożywienie lub wysiadując na drzewach, a jego melodyjny głos niesie się po okolicy. W nocy odpoczywa i śpi ukryty w gałęziach drzew. Woli chodzić niż latać i dlatego biega po ziemi, często zatrzymując się z wysoko uniesioną nogą.

## Rozród

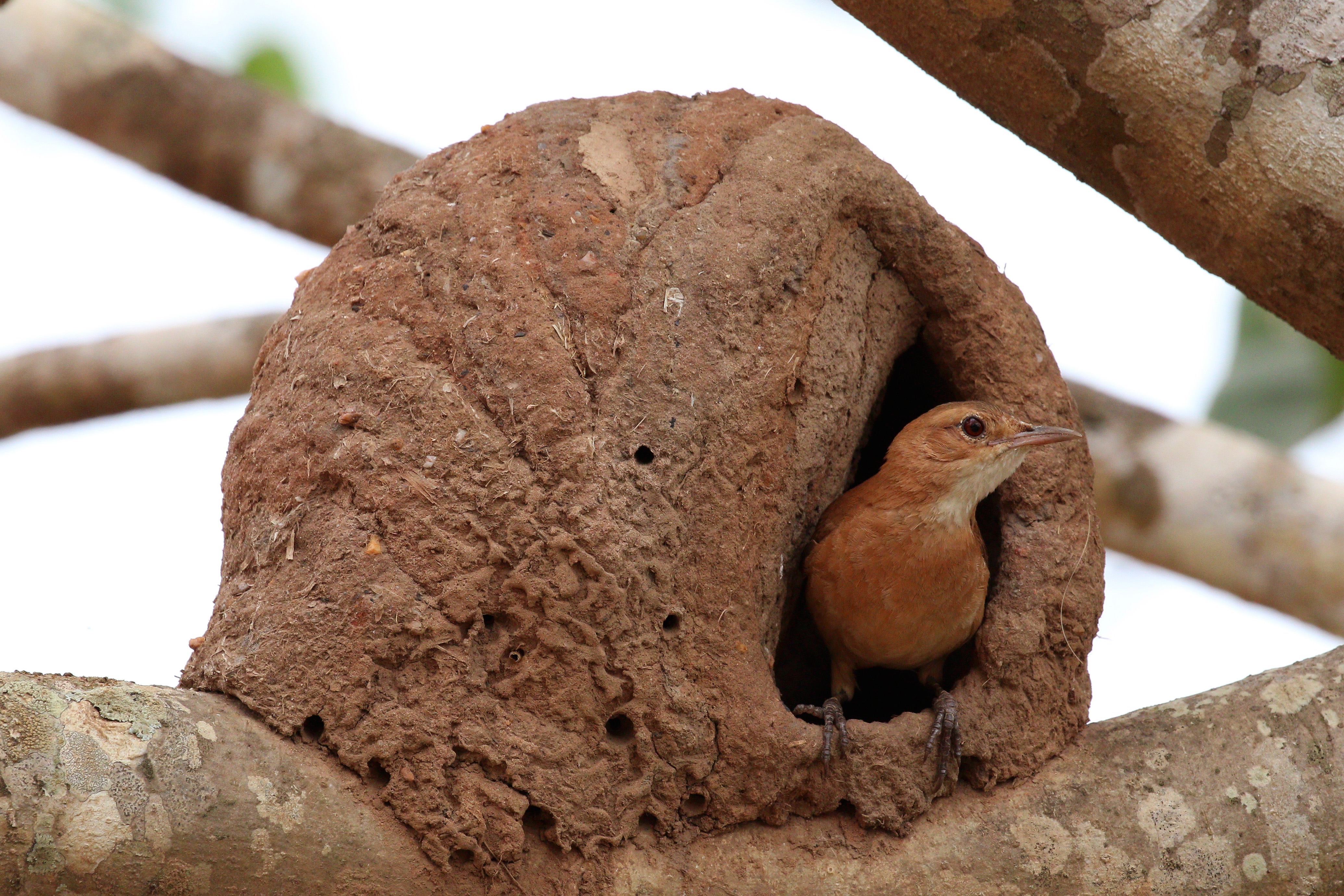
Garncarz rdzawy przy gnieździe

### Okres godowy
Środowisko: Dogodne miejsce na drzewie lub płocie.
Gniazdo: Ptaki rozpoczynają budowę głębokiej miski z gliny, którą umacniają oraz usztywniają źdźbłami traw i innymi włóknami roślinnymi. Kiedy ta część gniazda jest gotowa i wyschnie na słońcu, ptaki zaczynają budować ścianki, dopóki nie zamkną całego sklepienia. Na samym końcu robią wąski, okrągły otwór wejściowy. Wewnątrz gniazdo samiczka wyściela trawą i pierzem.

### Okres lęgowy
Jaja: Samiczka składa 3–5 białych jaj.
Wysiadywanie: Dzięki temu, że w gnieździe jest ciepło, pisklęta wykluwają się po 18–20 dniach.
Pisklęta: Rodzice karmią je troskliwie i po kolejnych 18 dniach pisklęta potrafią już latać.

## Podgatunki
Zwykle wyróżnia się cztery podgatunki F. rufus:
- F. r. commersoni Pelzeln, 1868 – środkowa i wschodnia Boliwia, południowo-zachodnia Brazylia i północno-zachodnia Argentyna. Proponowany podgatunek schuhmacheri (Boliwia) uznany za jego synonim.
- F. r. paraguayae Cherrie & Reichenberger, 1921 – Paragwaj i północna Argentyna
- F. r. rufus (J. F. Gmelin, 1788) – południowo-wschodnia Brazylia, Urugwaj do środkowej Argentyny
- F. r. albogularis (Spix, 1824) – wschodnia Brazylia

## Status
Międzynarodowa Unia Ochrony Przyrody (IUCN) uznaje garncarza rdzawego za gatunek najmniejszej troski (LC – least concern) nieprzerwanie od 1988 roku. Liczebność populacji nie została oszacowana, ale ptak ten opisywany jest jako pospolity. Trend liczebności populacji uznawany jest za wzrostowy.